# Hopedale (Canada)
Hopedale (Inuit: Arvituk) is een gemeente in de Canadese provincie Newfoundland en Labrador. De gemeente ligt aan de Atlantische kust van de regio Labrador. Hopedale is de legislatieve hoofdstad van de autonome regio Nunatsiavut en draagt de officiële status "Inuit community government".

## Geschiedenis
In 1969 werd het dorp een gemeente met de status van local government community (LGC). In 1980 werden LGC's op basis van The Municipalities Act als bestuursvorm afgeschaft. De gemeente werd daarop automatisch een community om een aantal jaren later uiteindelijk een town te worden. Door de Labrador Inuit Land Claims Agreement is Hopedale sinds 2005 een Inuit community government.

## Demografie
Het inwoneraantal van Hopedale schommelde de voorbije decennia steeds tussen de 500 en 600. Het is daarmee de op vier na grootste plaats van Labrador (2016).
| Demografische ontwikkeling van Hopedale tussen 1951 en 2021                |
| -------------------------------------------------------------------------- |
|                                                                            |
| Bron: Statistics Canada (1951–1986, 1991–1996, 2001–2006, 2011–2016, 2021) |

## Transport
Hopedale is in de warme maanden bereikbaar via een veerboot die wekelijks de verbinding maakt met enerzijds het noordwestelijk gelegen Natuashish (102 km; vierenhalf uur) en anderzijds het zuidzuidoostelijk gelegen Postville (132 km; vijf uur). Vanuit beide plaatsen vaart de veerboot na een stop van enkele uren verder richting andere kustgemeenschappen.

## Gezondheidszorg
Gezondheidszorg wordt in de gemeente aangeboden door de Hopedale Community Clinic. Deze gemeenschapskliniek valt onder de bevoegdheid van de gezondheidsautoriteit Labrador-Grenfell Health (met inspraak van Nunatsiavut) en biedt de inwoners eerstelijnszorg en spoedzorg aan. Er zijn vijf personeelsleden in dienst, met name drie verpleegsters, een personal care attendant en een onderhoudsmedewerker, met daarnaast de regelmatige aanwezigheid van een bezoekend arts.

## Galerij

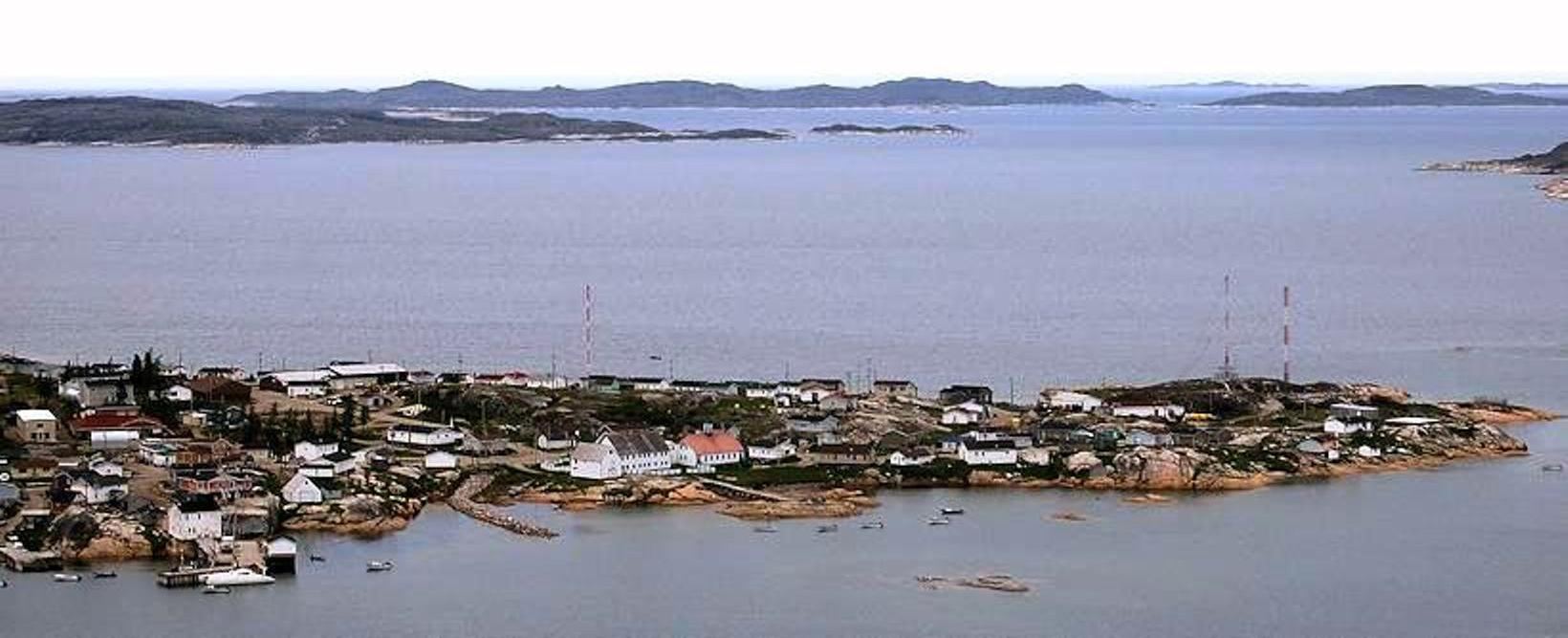
Zicht op het centrum van Hopedale (2008)
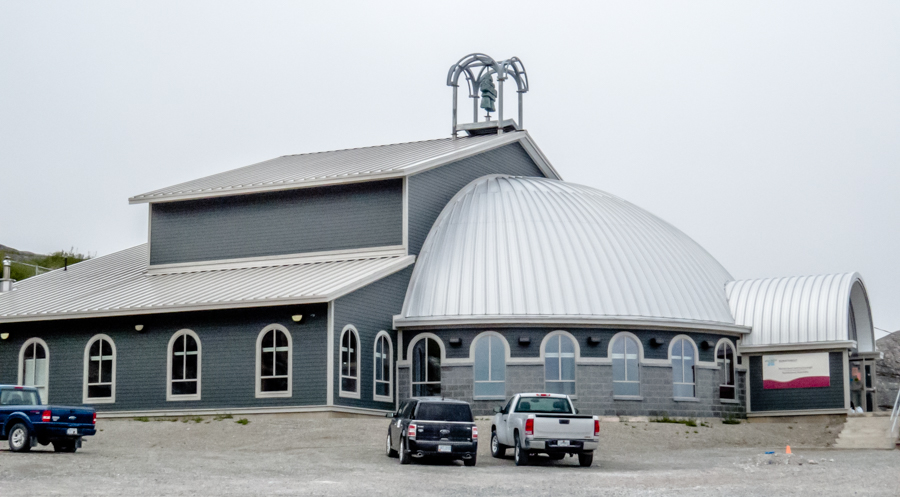
Het parlementsgebouw van Nunatsiavut
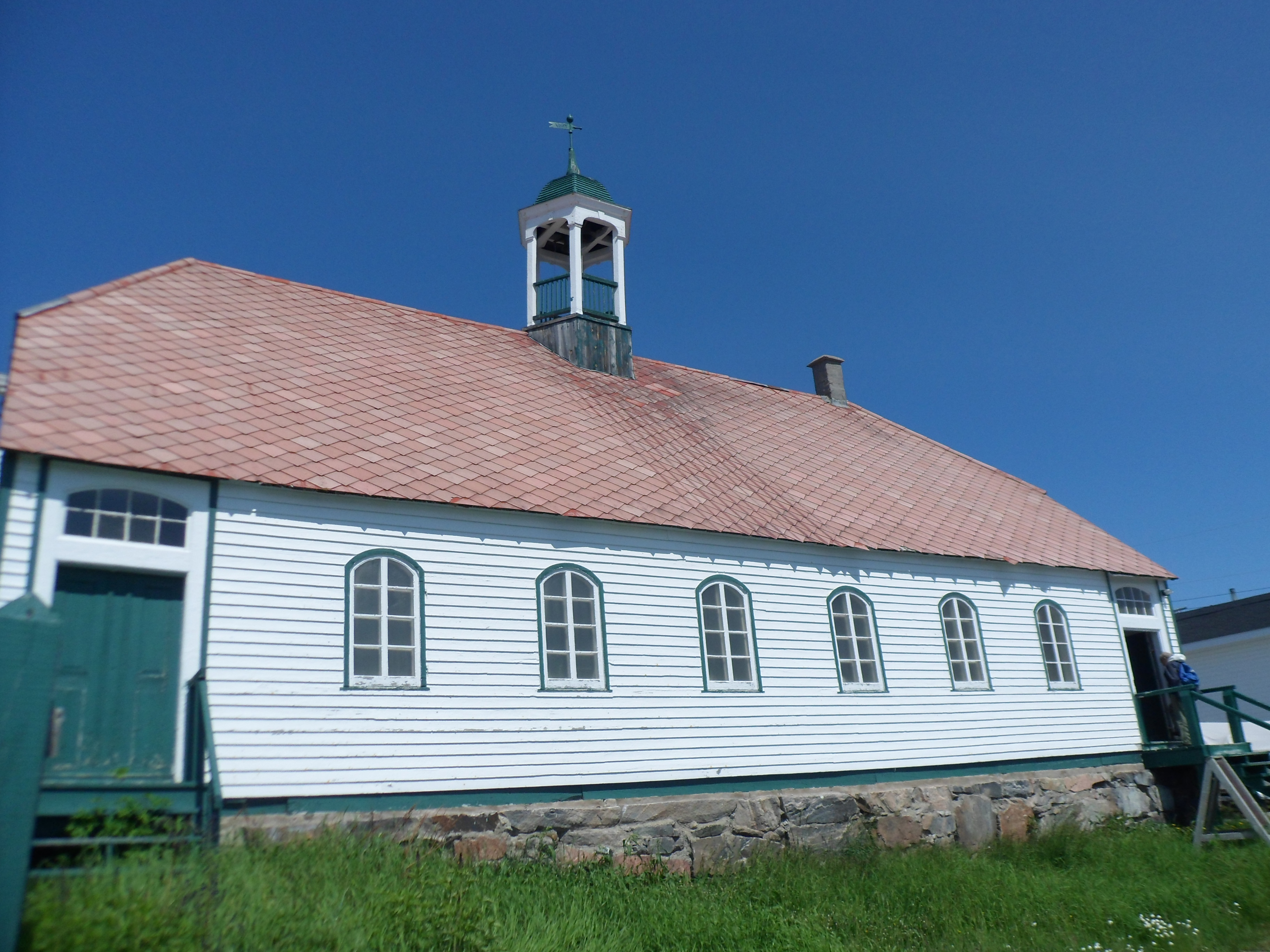
De Hopedale Mission werd in 1782 opgericht door de Moravische Kerk om de Inuit de evangeliseren. Het is een National Historic Site of Canada.